# Oman aux Jeux olympiques d'été de 2004
Oman a envoyé 2 athlètes aux Jeux olympiques de 2004 à Athènes en Grèce.

## Résultats

### Athlétisme
200 m hommes :
- Abdallah Hamoud Al Dalhami
  - 1er tour : 21 s 82 (7e dans la 3e série,49e au classement final)

### Tir
Double trap hommes :
- Saleem Al Nasri : 125 points (21e au classement final)

## Officiels
- Président : H.E. Sheik Mohammed Salim Al-Marhoon Ma'amari
- Secrétaire général : Ahmed Al-Hashil Maskery